# Spilobotys arctiodes
Spilobotys arctiodes là một loài bướm đêm trong họ Noctuidae.